# Astrocladus dofleini
Astrocladus dofleini is een slangster uit de familie Gorgonocephalidae.
De wetenschappelijke naam van de soort werd in 1910 gepubliceerd door Ludwig Döderlein.